# ティグレス・デ・カルタヘナ
ティグレス・デ・カルタヘナ（スペイン語: Tigres del Tigres de Cartagena）は、コロンビアのリーガ・コロンビアーナ・デ・ベイスボル・プロフェシオナルに加盟しているプロ野球チーム。本拠地は、カルタヘナ。

## 歴史
1996年に、創設された。この年は、優勝している。
1996年-1997年シーズンも、前シーズンに続き2年連続2度目の優勝を果たしている。
2003年-2004年シーズンは、7シーズン振り3度目の優勝を果たした。
2004年-2005年シーズンは、前シーズンに続き2年連続4度目の優勝を果たしている。
2005年-2006年シーズンも、前シーズンに続き3年連続5度目の優勝を果たしている。
2006年-2007年シーズンも、前シーズンに続き4年連続6度目の優勝を果たしている。
2013年-2014年シーズンは、7シーズン振りに7度目の優勝を果たしている。それにより、ラテンアメリカンシリーズに初出場した。ここでは、リーグ戦1勝2敗・決勝戦2勝0敗の成績でコロンビア勢として初優勝を果たした。
2014年-2015年シーズンには、日本のベースボール・チャレンジ・リーグの石川ミリオンスターズから長谷川潤が派遣され、群馬ダイヤモンドペガサスからは栗野翔太郎が派遣された。

## 所属選手
| 投手 - 44 ロバート・カナモト (Robert Kanamoto) - 47 栗野 翔太郎 (Shotaro Kurino) - 27 長谷川潤 (Jun Hasegawa) - 18 フアン・サンティアゴ (Juan Santiato) - 37 セルジオ・ゴメス (Sergio Gomez) - 45 フアン・ロドルゲス (Juan Rodriguez) - 42 アンヘル・トバー (Angel Tovar) - 43 クリスチャン・メンドーサ (Christian Mendoza) - 39 ロナルド・ラミレス (Ronaldo Ramirez) - 31 カルロス・ラデウス (Carlos Radeuth) - 8 ジョーバニ・ロペス (Jovany Lopez) | 捕手 - 29 メイブレイス・ビロリア (Meibrys Viloria) - 71 マーティン・ホッドウォルカー (Martin Hodwalker) - 25 ジェイソン・デアグアス (Jayson de Aguas) - 34 タイラー・オーグル (Tyler Ogle) 内野手 - 9 スティーブン・プロスシア (Steven Proscia) - 19 イスマエル・カストロ (Ismael Castoro) - 33 ロナルド・ラミレス (Ronald Ramirez) - 6 ブライアン・ペレス (Bryan Perez) - 17 ジョナタン・ロザダ (Jhnatan Lozada) 外野手 - 23 ハロルド・ラミレス (Harold Ramirez) - 12 チト・ポロ (Tito Polo) - 26 レオナルド・フェンテス (Leonardo Fuentes) - 2 ジェームス・ボールドウィン (James Baldwin) - 5 エフレイン・コントレラス (Efrain Contreras) ( ベネズエラとの二重国籍) |
| 2014年12月26日更新 [公式サイト(スペイン語)より：ロースター ] | |